# DB-Baureihe V 200.0
Die Baureihe V 200.0 (ab 1968 Baureihe 220, später bei den SBB: Am 4/4) war eine der ersten Diesel-Streckenlokomotiven der Deutschen Bundesbahn (DB). Ihr markantes Aussehen entsprach dem typischen Industriedesign der 1950er Jahre.

## Geschichte

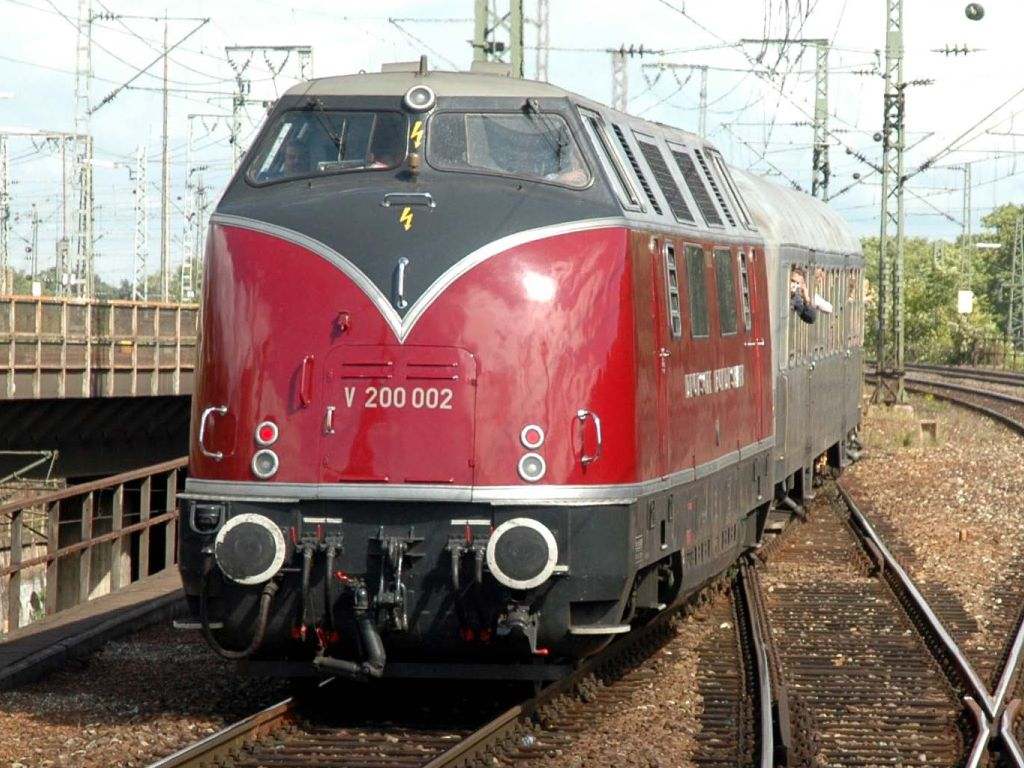
Vorserien-Museumslok V 200 002 im Stuttgarter Hauptbahnhof (September 2004)

Die fünf Vorserien-Lokomotiven der Baureihe V 200 (V 200 001 – 005) wurden 1953/1954 von Krauss-Maffei gebaut, von denen die V 200 001 am 21. Mai 1953 ihre erste Probefahrt zwischen dem Herstellerwerk in München-Allach und dem ca. 71 Kilometer entfernten Ingolstadt hin und zurück absolvierte. Die Serienausführung (Baureihe V 200.0, ab 1968 Baureihe 220) folgte ab 1956, wobei 20 Maschinen von MaK (V 200 006 bis 025) und 61 von Krauss-Maffei (V 200 026 bis 086) gebaut wurden, die eine auf 1100 PS erhöhte Leistung der Motoren aufweisen konnten. Optisch unterscheiden sie sich von der Vorserie durch andere (ovale) Lampen und zusätzliche oblongförmige Gitter über den Lampen, hinter denen sich Makrophone verbergen. Dafür entfiel die mittig vor den Frontfenstern angeordnete Lokpfeife.
Der Ursprungsanstrich aller V 200.0 war purpurrot mit schwarzgrauem Lokrahmen und schwarzgrau abgesetztem oberem Fenster- und Lüfterbereich, an der Front V-förmig heruntergezogen, wobei sich die "V"-Form der MaK-Loks (flacher) (V 200 006 bis 025) von denen der Krauss-Maffei-Loks (spitzer) markant unterschied. Das Dach trug einen aluminiumfarbenen Schutzanstrich. Die Lokomotiven V 200 001 bis 055 erhielten, da noch vor Einführung des DB-Emblems bestellt, Schriftzüge „DEUTSCHE BUNDESBAHN“ aus großen Aluminiumlettern. Die V 200 056 bis 086 wurden stattdessen mit dem DB-Emblem an den Seiten ausgeliefert und die restlichen Loks bei Hauptuntersuchungen ab Mitte der 1960er Jahre diesem Erscheinungsbild angepasst. Unter dem Schriftzug befand sich ein erhabenes Typenschild der Herstellerfirma.
Die V 200 beförderte hochwertige Schnellzüge auf allen wichtigen Hauptstrecken. Durch die fortschreitende Elektrifizierung wurden die Maschinen jedoch aus diesen Diensten verdrängt und vermehrt vor Nahverkehrszügen sowie Güterzügen eingesetzt.
Im Betrieb wurden die V 200.0 durch steigende Zuglasten öfter überfordert, so dass es zu Schäden kam. Die Deutsche Bundesbahn stellte daher ab 1962 die stärkere Baureihe V 200.1 (später Baureihe 221) in Dienst.
Ab 1977 wurden die Maschinen in norddeutschen Bahnbetriebswerken zusammengezogen. Mit der Zeit machte sich der erhöhte Wartungsaufwand durch die zwei Motoren im Vergleich zu einmotorigen Lokomotiven bemerkbar, außerdem stellte sich die Dampfheizung gegenüber elektrischer Zugheizung als nachteilig heraus. So wurden die Loks nach und nach ausgemustert, die V 200 013 wurde als letzte 1984 außer Dienst gestellt. Die letzten Einsatz-Bw waren Oldenburg und Lübeck. Keine V 200 stand 30 Jahre im Dienst. Nur drei Loks dieser Baureihe, nämlich 220 012, 220 023 und 220 060, wurden in das ab 1974 gültige Farbschema ozeanblau-beige umlackiert.

### Verkäufe ins Ausland

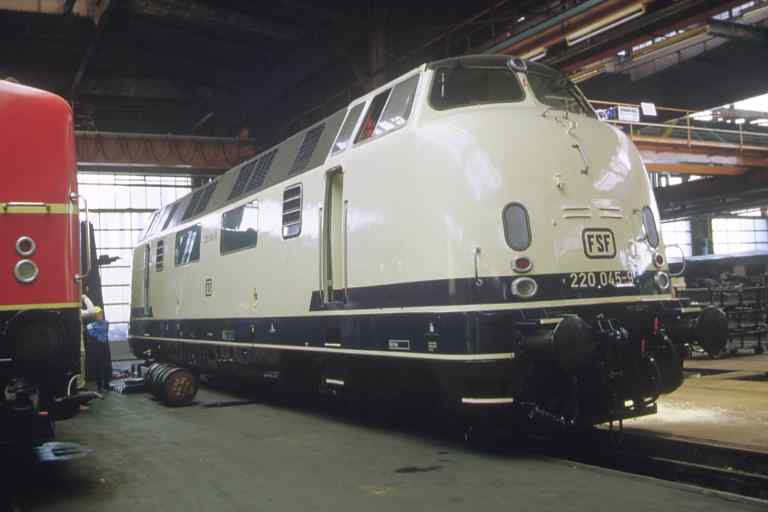
FSF 220 045-9 verkauft und umlackiert 1984 im AW Nürnberg

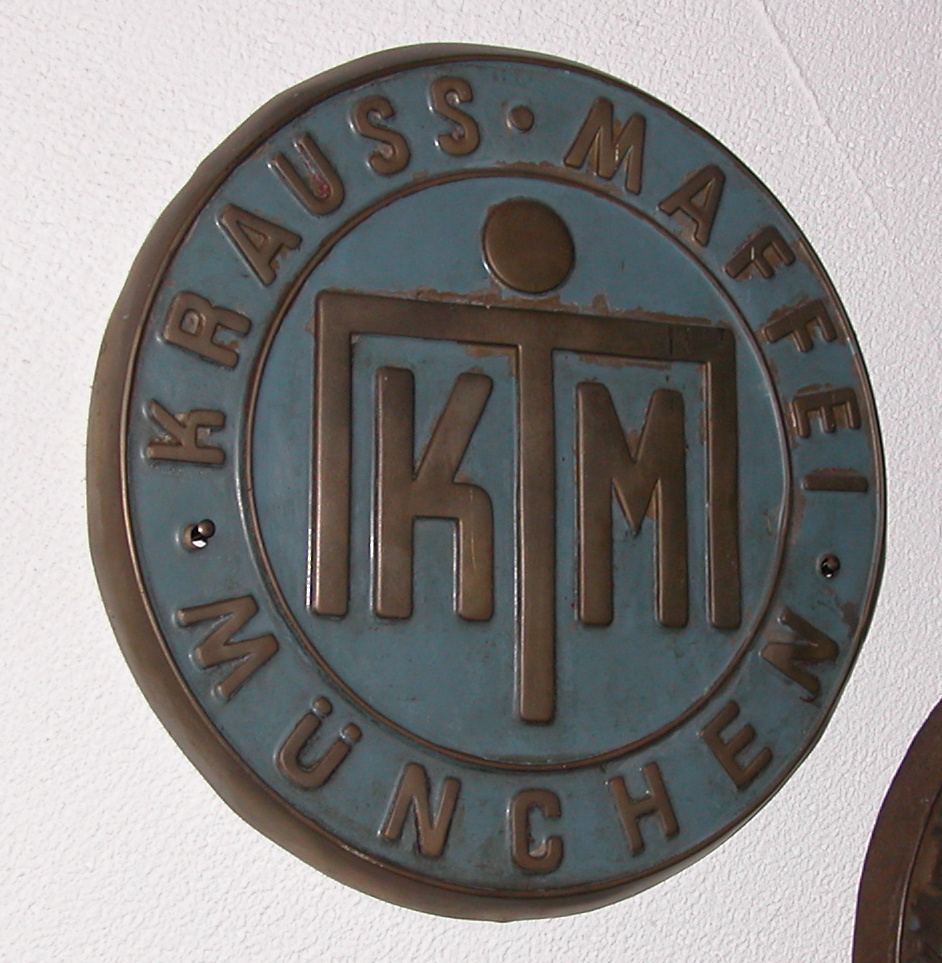
Fabrikschild der V 200

In den 1980er Jahren wurden sieben V 200 an die Schweizerischen Bundesbahnen (SBB) verkauft (SBB Am 4/4 18461–18467). Sie wurden mehreren Depots zugeteilt und vor Bau- und Güterzügen eingesetzt. Sie waren aber mehr in der Reparatur als im Einsatz und wurden von ungehaltenen Eisenbahnern als aufgemöbelter Schrott bezeichnet, wie man in der Eisenbahn-Fachliteratur lesen konnte. Die Am 4/4 wurden Ende 1997 ausrangiert und an private Eigentümer in Deutschland verkauft. 
Für den Einsatz in der Schweiz bekamen die Lokomotiven außer der Schweizer Zugsicherung Signum ein von weiß auf rot umschaltbares oberes Spitzenlicht (benötigt für das Warnsignal und das Fahrberechtigungssignal), wie es an der unten abgebildeten Lok der Brohltalbahn zu erkennen ist. 
Um für Arbeitszüge privater Bahnbauunternehmen keine Lokomotiven mehr zur Verfügung stellen zu müssen, legte die französische SNCF diesen in den 1980er Jahren nahe, eigene Dieselloks anzuschaffen. Die Firma Dehé-Montcocol erwarb daraufhin von der DB vier Maschinen der Baureihe V 200, die im Ausbesserungswerk Nürnberg eine Revision erhielten. Die 220 030, 037, 068 und 075 bekamen einen hellgelben Anstrich und wurden in Frankreich als AT3 RS 045, 042, 044 und 043 geführt. 1987 wurden sie als DEHE V2201 bis V2204 für den Bau einer Bahnstrecke nach Algerien verschifft und kehrten 1991 von dort nach Frankreich zurück. Nach der Übernahme des Unternehmens durch Cogifer wurde die 045 als Ersatzteilspender abgestellt, die anderen Loks wurden orange lackiert. Bis 1995 waren sie in verschiedenen Teilen des Landes anzutreffen. Im Herbst 1993 kam die 043 vorübergehend auf der Bahnstrecke Guingamp–Carhaix der CFTA in der Bretagne vor Getreidezügen zum Einsatz. Nach dem Ablauf der Betriebsgenehmigung wurden die drei Maschinen 1996 abgestellt und 1997 verschrottet.
Weitere Lokomotiven wurden nach der Ausmusterung durch die DB an die italienische Ferrovia Suzzara-Ferrara (FSF) verkauft. Die Loks der FSF wurden erst vor wenigen Jahren generalüberholt und mit modernen Motoren und Anlagen ausgestattet. Für das zwischenzeitlich in Ferrovie Emilia Romagna (FER) aufgegangene Unternehmen führen sie – auch in Doppeltraktion – Güterzüge in der Umgebung von Ferrara.

### Verbleib
Heute sind noch einige V 200 erhalten.
- Die Fränkische Museums-Eisenbahn ist im Besitz der V 200 001, die dort aufgearbeitet und wieder betriebsfähig gemacht werden soll.[2]
- Die erhalten gebliebene Vorserienlok V 200 002 der BSW Nürnberg wurde beim großen Lokschuppenbrand des Verkehrsmuseums Nürnberg am 17. Oktober 2005 zerstört und im Juni 2006 zerlegt.
- Das Verkehrsmuseum Nürnberg (DB-Museum Nürnberg) besitzt die V 200 007, die durch den Verein „Historische Eisenbahnfahrzeuge Lübeck“ (HEL) in Kooperation mit dem BSW Lübeck betriebsfähig unterhalten wurde.[3] Die an den HEL e. V. ausgeliehene Maschine hatte im Laufe des Jahres 2018 Fristablauf. Eine Wiederinbetriebnahme ist fraglich, da das VM Nürnberg (Stiftung Deutsche Bahn AG) als Eigentümer keine Finanzmittel zur Verfügung hat. Sie steht nach der Aufgabe des Lokschuppens in Lübeck seit Mitte 2019 im Freigelände des Bahnbetriebswerkes Neumünster.
- Die V 200 017 ist im Eisenbahnmuseum Bochum.
- Im Deutschen Technikmuseum Berlin befindet sich die V 200 018.
- V 200 033 der Museumseisenbahn Hamm.
- Im Technik-Museum Speyer befinden sich die 220 058-2 und die 220 071-5, im Oldtimer Museum Rügen die V 200 009.

Darüber hinaus ist ein Führerstand der V 200 027 beim MEC 01 Münchberg erhalten geblieben und dient nun, nach technischen Umbauten, als Steuereinheit für die Vereinsmodellbahnanlage.
Bei der Westfälische Lokomotiv-Fabrik Hattingen Karl Reuschling (WLH) ist als Ersatzteilspender die 220 077 in Hattingen abgestellt.

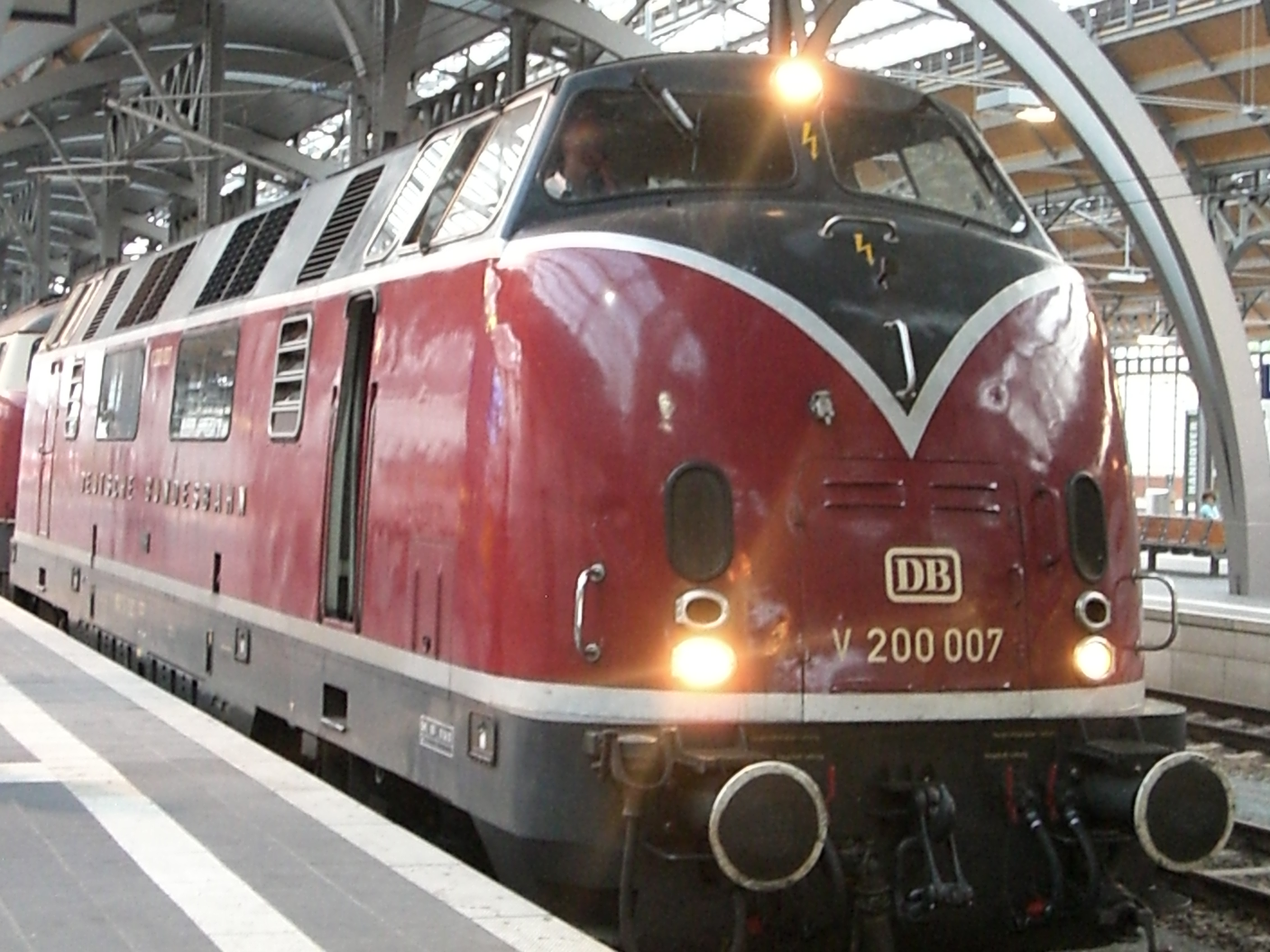
V 200 007 des HEL e. V. in Lübeck Hbf
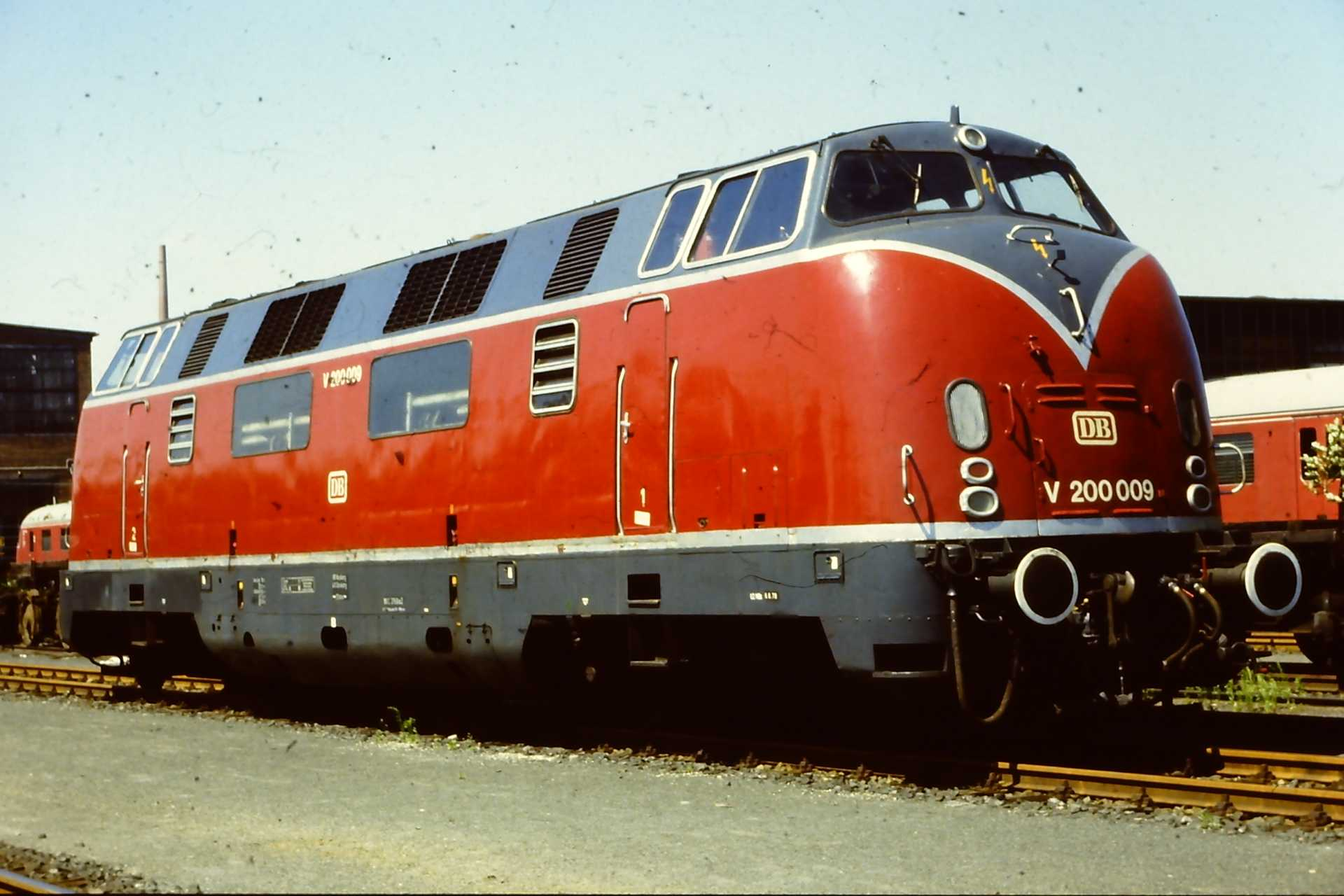
Die wieder als V 200 bezeichnete Museumslok V 200 009 im AW Nürnberg
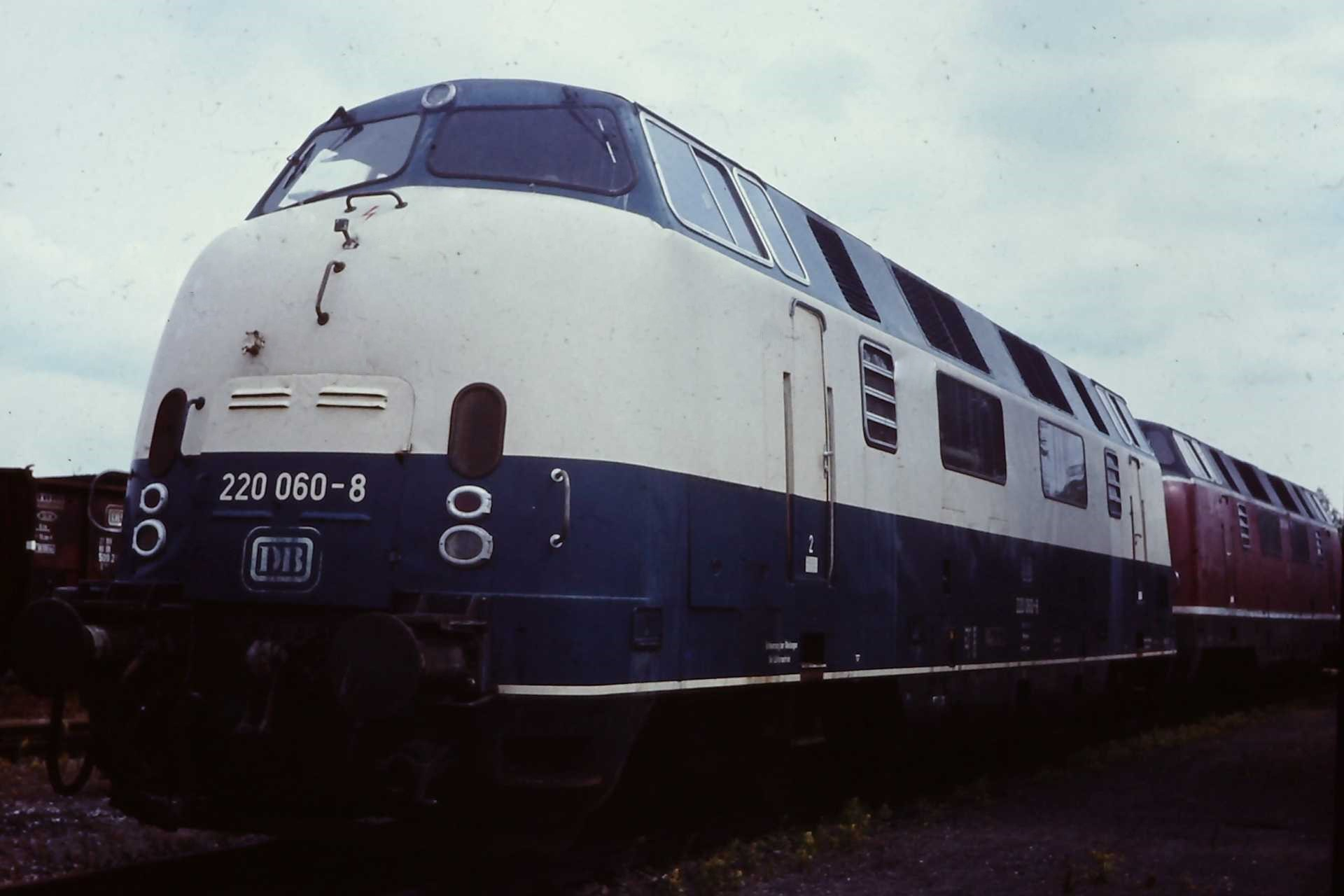
DB 220 060 in ozeanblau/beiger Lackierung 1984 im AW Nürnberg
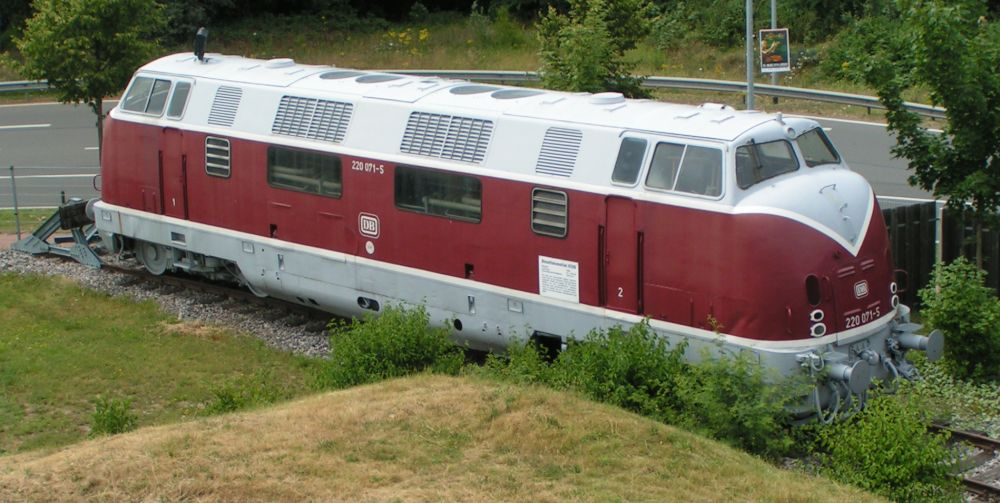
V 200 im Technik Museum Speyer mit ungewöhnlicher hellgrau-roter Lackierung
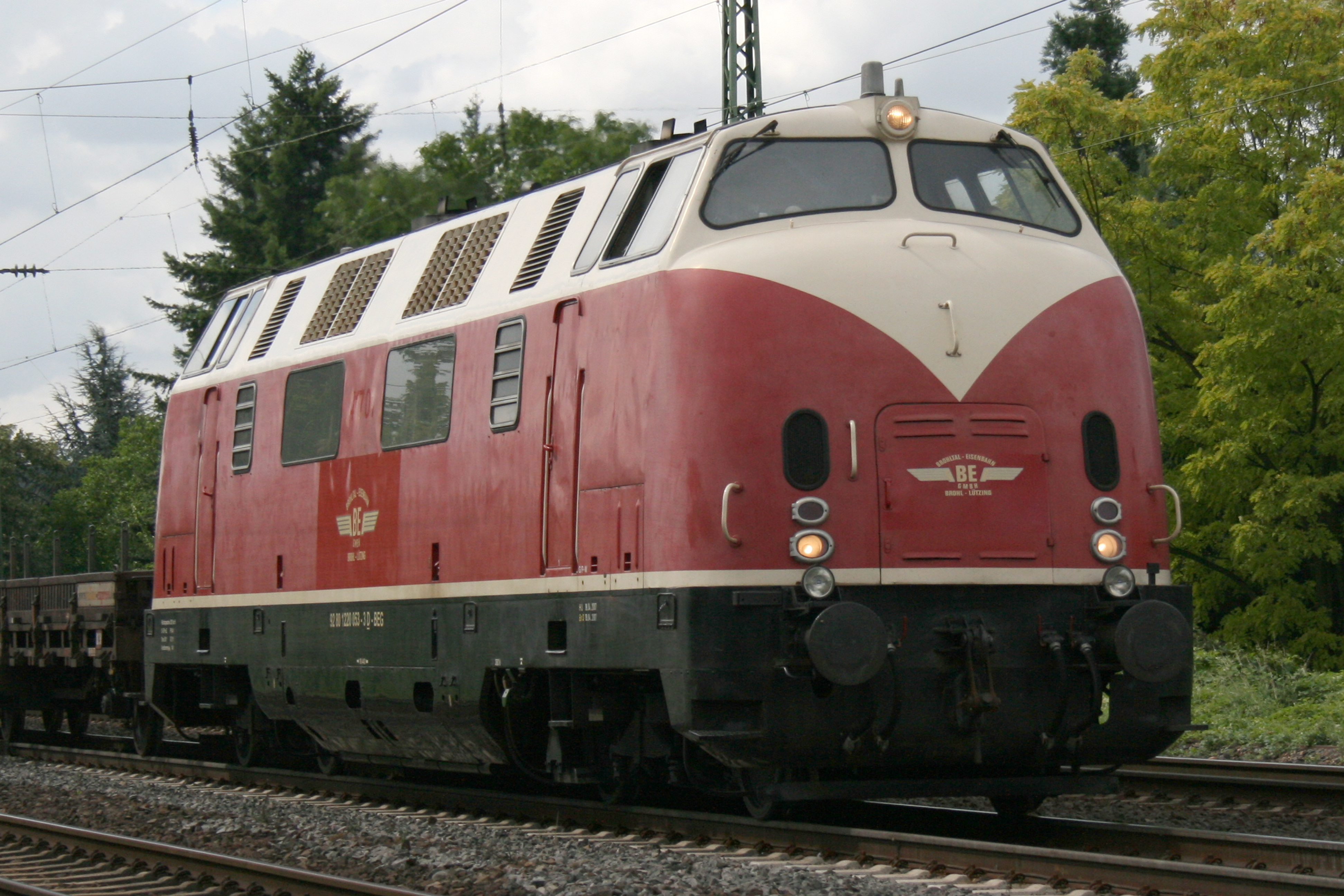
V 200 der Brohltalbahn in Unkel, mittlerweile trägt sie aber den gelb-grünen Brohltalbahn-Lack
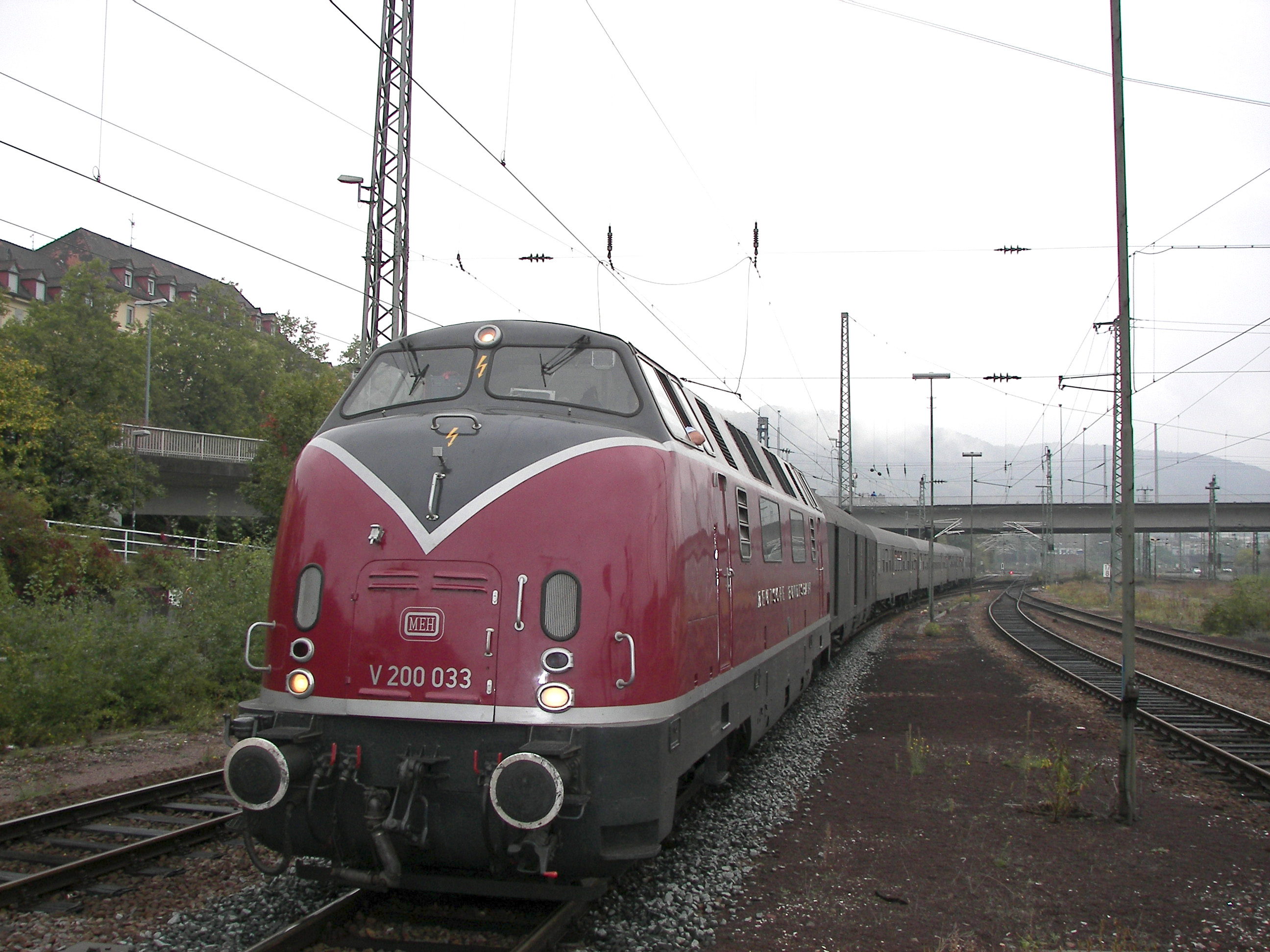
V 200 033 bei der Einfahrt in Heidelberg Hbf
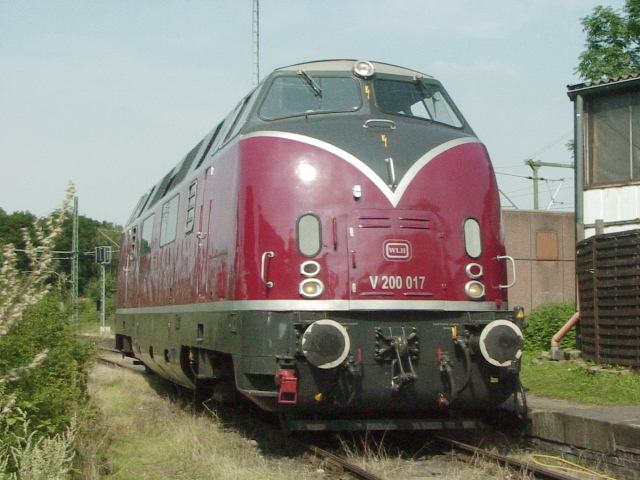
V 200 017 der WLH im alten Bahnhof Essen-Kupferdreh

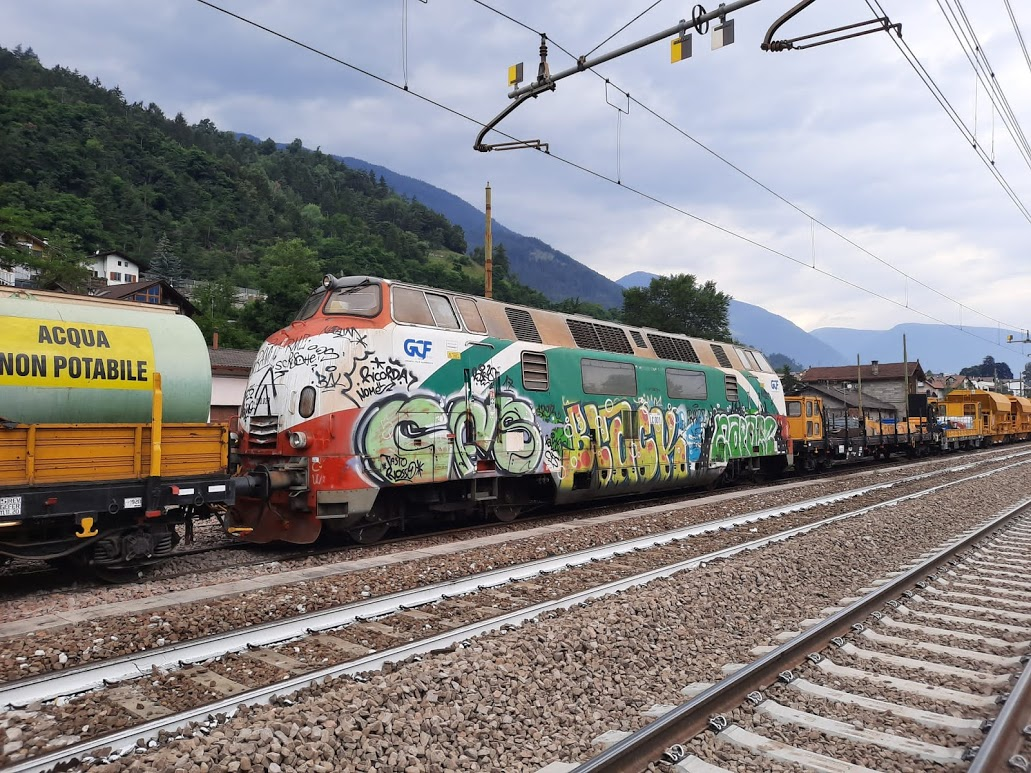
D220.049 im Bahnhof Brixen

Von den zehn in Italien bei der FER eingesetzten V 200 waren 2014 noch neun betriebsfähig. Sie sind nur noch sporadisch vor Güterzügen im Dienst. Die meisten Lokomotiven wurden 2002–2006 in Kroatien überholt und mit Caterpillar-Motoren remotorisiert. Seit den Jahren 2017 und 2018 gehören alle neun verbliebenen Loks der italienischen Gleisbaufirma GCF / GEFER. Die Loks werden nun schrittweise alle umlackiert. Die Loks 011 029 049 sind noch in der typischen FER-Lackierung, während die Loks 028 041 045 051 060 074 schon in der neuen gelben GCF-Lackierung sind. Die Loks werden nun, vor allem in Norditalien bei Gleisbauzügen genutzt.

## Technik
Die V 200 hatte zwei schnelllaufende V12-Dieselmotoren mit hydraulischer Kraftübertragung. Beide Antriebsgruppen waren unabhängig voneinander. Jeder Motor trieb dabei über einen Drehmomentwandler eines der beiden Drehgestelle an. Die Höchstgeschwindigkeit betrug 140 km/h. Es kamen zwei Motorentypen von Maybach-Motorenbau und Daimler-Benz (Mercedes-Benz) sowie zwei Getriebetypen von Maybach und Voith zum Einsatz. Motoren und Getriebe waren so konstruiert, dass sie freizügig zwischen der V 200, der V 100.10, der V 80 sowie den Dieseltriebwagen-Baureihen VT 08, VT 11 und VT 12 getauscht werden konnten. Fünf Lokomotiven erhielten 1959 versuchsweise MAN-Motoren des Typs L 12 V 18/21. Diese wurden jedoch später durch Maybach- oder Mercedes-Benz-Motoren ersetzt.
Nach dem Aufkauf von Maybach durch Daimler-Benz im Jahre 1966 und der Umfirmierung in Maybach Mercedes-Benz Motorenbau GmbH (ab 1969: MTU Motoren- und Turbinen-Union München GmbH) erhielt der in der V 200 eingesetzte Motor Maybach MD 650 die neue Bezeichnung MTU 12 V 538 TA 10, der Mercedes-Benz-Motor MB 820 Bb die Bezeichnung MTU 12 V 493 TZ 10.
Einige weiter betriebene Lokomotiven, insbesondere die Maschinen der italienischen Ferrovie Emilia-Romagna, wurden mit elektronisch geregelten Achtzylinder-Motoren mit 1100 PS / 810 kW (Caterpillar D3508) ausgerüstet. Im Auslieferungszustand erfolgte die Motorregelung dagegen über eine elektromechanische Drehzahlregelung.
Die Schaltpunkte der beiden Getriebe sind leicht zueinander versetzt, um beim Gangwechsel ein zu starkes Ruckeln im Zug zu vermeiden. Während das Maybach-Mekydro-Getriebe K 104 über nur einen Drehmomentwandler und vier mechanische Gänge verfügte (Mekydro ist ein Kunstwort für „mechanisch-hydraulisch“), wurde der Gangwechsel im Dreigang-Getriebe Voith L306 durch Umschaltung zwischen drei unterschiedlich dimensionierten Drehmomentwandlern realisiert.
Der Wandler des Mekydrogetriebes ist als Ausrückwandler konstruiert, das heißt die Umschaltung der Gänge wird nicht durch Entleeren und Füllen des Wandlers ermöglicht, sondern durch Verschieben des Turbinenrades auf seiner Achse. Im ausgerückten Zustand wird eine Bremsbeschaufelung wirksam, die die Getriebeteile soweit abbremst, dass die Schaltklauen des nächsten Ganges einrasten können. Eine Wandlerentleerung war somit im Regelbetrieb nicht notwendig, und der Wandler war ständig mit Öl gefüllt. Der ersten Serie der Mekydrogetriebe fehlte daher auch die Möglichkeit, den Wandler zu entleeren. Da eine Wandlerentleerung bei Motorleerlauf und bestimmten Störzuständen dennoch sinnvoll ist, wurde noch während der Serienlieferung der V 200 ein Mekydrogetriebe mit Wandlerentleerung entwickelt.

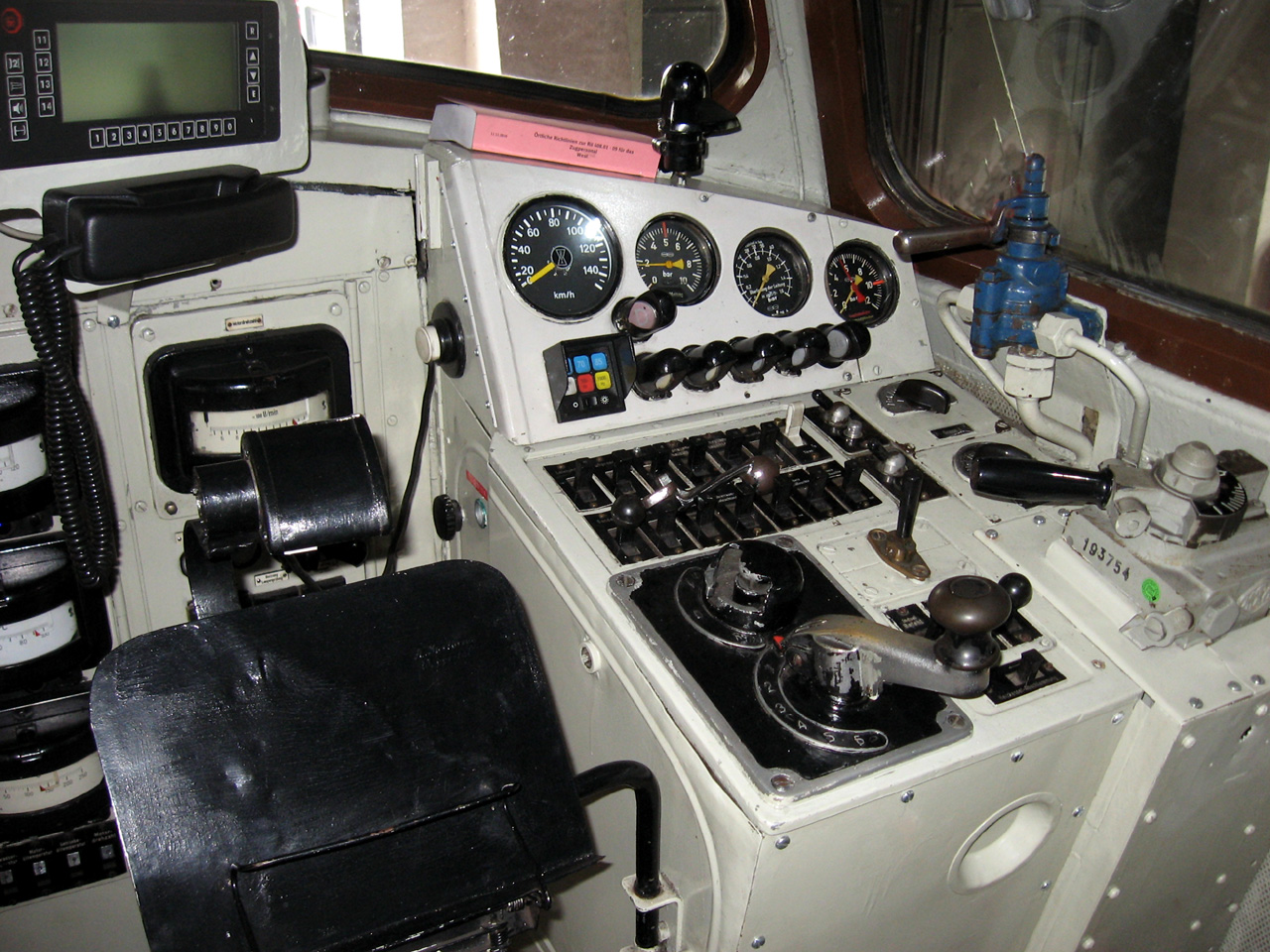
Führertisch

Die Getriebe sind unter den Führerständen montiert. Die Anlasslichtmaschinen befinden sich unmittelbar über den Pufferbohlen. Sie sind über einen Durchtrieb des Getriebes mit dem Dieselmotor verbunden. Die Lokomotiven verfügen zwischen den beiden Führerständen über nur einen Maschinenraum-Seitengang. Auf der gegenüberliegenden Seite sind einige Hilfsbetriebe untergebracht. Unmittelbar hinter den Führerständen sind die Motoren angeordnet. Nachdem das Lokpersonal sich über deren Geräuschpegel beklagt hatte, wurde im Rahmen von Ausbesserungswerks-Aufenthalten die Schalldämmung verbessert. Der Dampfkessel für die Zugheizung befindet sich in Lokmitte. Zum Ausbau der Großgeräte verfügt das Dach über abnehmbare Hauben.
Der Heizkessel dient der Vorwärmung der Maschinenanlage und der Versorgung des Wagenzuges mit Heizdampf. Es ist ein Rauchrohrkessel mit 12 m2 Heizfläche. Anstatt den Heizkessel in Betrieb zu nehmen, konnte bei den frühen Serienmaschinen auch Fremddampf zur Vorwärmung ins Kühlwasser eingeblasen werden. Da sich hierdurch die dem Kühlwasser beigegebenen Zusätze mit der Zeit verdünnten, wurde auf das direkte Einblasen von Dampf ins Kühlwasser alsbald verzichtet und stattdessen die Dampfwärme über einen neu eingebauten Wärmetauscher ans Kühlwasser übertragen.
Als Führerbremsventil ist bei den Serienloks ein D2-Selbstregler eingebaut, bei der Vorserie ein Knorr Nr. 10. Die indirekte Druckluftbremse entspricht der mehrlösigen Bauart Westinghouse. Ab V 200 056 ist ein zusätzlicher Gleitschutzregler vorhanden.
Die Lokomotiven besaßen die „Vielfachsteuerung Bauart 1949“ (die spätere Konventionelle Wendezugsteuerung KWS, allerdings mit abweichender Belegung der 36 Adern im Steuerkabel) und waren damit wendezug- und mehrfachtraktionsfähig. Technisch konnten damit bis zu drei Lokomotiven gemeinsam gesteuert werden. An Sicherheitseinrichtungen waren von Anfang an Indusi I 54 und eine Zeit-Weg-Sifa vorhanden. Ebenfalls der Sicherheit dienten eine Brandmeldeanlage und die Möglichkeit, das Kesselspeisewasser zum Feuerlöschen einzusetzen.
Varianten:
- 5 Vorserienlokomotiven (V 200, 220), 1.471 kW (2.000 PS)
- 81 Serienlokomotiven (V 200.0, 220), 1.618 kW (2.200 PS)